# The Castaways (band)
 For alternative betydninger, se The Castaways. (Se også artikler, som begynder med The Castaways)
The Castaways var et amerikansk "garage rock band" fra "the Twin Cities" i Minnesota. Deres første og eneste hit-single, "Liar Liar", var skrevet af lederen af banded, James Donna, og af Denny Craswell. Den blev produceret af Timothy D. Kehr og singlen opnåede en placering som nr. 12 i "the Billboard Hot 100 chart" i 1965. "Liar Liar" optræder i filmen Good Morning, Vietnam og Lock, Stock and Two Smoking Barrels. The Castaways kan ses optræde i "Liar, Liar" i strandfilmen fra 1967 It's a Bikini World.